# 測地学
測地学（そくちがく、英: geodesy）とは、地球に固定した座標系を仮定し、その座標系を用いて、地球上の任意の点の位置を決定する方法、精度、その背景にある地球力学的な諸問題を扱う分野をいう。地球物理学の一分野である。

## 地球楕円体
実際の地球の形状は、山あり海ありで起伏に富んでおり、完全な楕円体ではない。そこで、平均海水面を等重力ポテンシャルとする仮想的な面が考え出された。これをジオイドと呼ぶ。これは理想的には回転楕円体と一致するべきものであるが、実際には地球上の物質の不均一性により、ジオイドにも凹凸があることが分かってきた。
ジオイド面になるべく近い形状の楕円体を求める試みは、19世紀前半から行われた。ただし、当初は全地球規模で楕円体の形状を決める方法がなかったため、地域ごとの子午線弧長の測量によって楕円体が決定されてきた。東アジアで決められたベッセル楕円体（1841年）、北米でのクラーク(Clark)楕円体（1866年）などである。ちなみに、ベッセル楕円体の長半径({\displaystyle a};単位m)・扁平率({\displaystyle f})は、
{\displaystyle a=6\ 377\ 397.155,\ f={\frac {1}{299.152\ 813}}}   (Bessel 1841)
である。これらの楕円体は、長半径・扁平率が微妙に異なるため、1967年のIUGG（国際測地学・地球物理学連合）総会によって、
{\displaystyle a=6\ 378\ 170,\ f={\frac {1}{298.257}}}   (IUGG 1967)
が決定された。しかしこの楕円体は、全地球で統一的な経緯度を与えるものではなかった。
主に人工衛星の周期の解析の結果から、全世界で統一的な成果がIUGGで定められたのは1980年であり、その楕円体はGRS80と呼ばれる。
{\displaystyle a=6\ 378\ 137,\ f={\frac {1}{298.257\ 222\ 101}}}   (GRS 80)
{\displaystyle a=6\ 378\ 136\pm 1,\ f={\frac {1}{298.257\pm 0.001}}}   (GRS 80, 1983改訂)
さらに、1984年にはアメリカ国防総省により、WGS 84と呼ばれる楕円体が決定された。この楕円体は、もともとGRS 80に依拠しており、扁平率を決定するに当たって、正規化された2次の帯調和重力係数から計算により導出されたが、この重力係数計算の際に基となるGRS 80の力学的形状係数J2の有効数字が8桁で打ち切られた。この結果、扁平率の値に差異が生じ、短半径がGRS 80に比べて約0.104mmだけ長くなっているが、実用上は、GRS 80との差はない。
{\displaystyle a=6\ 378\ 137,\ f={\frac {1}{298.257\ 223\ 563}}}   (WGS 84)
地表上のある地点の緯度・経度を表現するためには、楕円体パラメータの他に、緯度・経度の絶対的な基準が必要である。これを測地座標系と呼び、日本では東京都港区麻布台にある日本経緯度原点が基準に用いられている。
日本では過去へのしがらみから長い間ベッセル楕円体が用いられてきたが、「測量法及び水路業務法の一部を改正する法律」（平成13年法律第53号）の施行により、2002年4月からGRS 80楕円体とITRF座標系に基づく世界測地系での緯度・経度の表示が法制化された。
| 名称   | 年     | 長半径（単位m）   | 短半径（単位m）   | 扁平率の逆数 (1/{\displaystyle f}) |
| ------ | ------ | ----------------- | ----------------- | ---------------------------------- |
| Bessel | 1841年 | 6 377 397.155     | 6 356 079         | 299.152 813                        |
| GRS 80 | 1980年 | 6 378 137.000 000 | 6 356 752.314 140 | 298.257 222 101                    |
| WGS 84 | 1984年 | 6 378 137.000 000 | 6 356 752.314 245 | 298.257 223 563                    |

## ジオイドと重力
上記の楕円体は準拠楕円体（地球楕円体）と呼ばれ、ジオイド面にもっとも近似された楕円体である。ジオイド面の準拠楕円体からのずれは、水準測量及び三角測量によって求めることができる。近年は、衛星測量によってその精度は高くなっている。
ジオイド面は等ポテンシャル面であることから、精密な重力測定によってもジオイド面の高さを求めることができる。重力の地域的な異常については、人工衛星の軌道の解析から求めることができる。

## 測地学の歴史
測地学の起源は、紀元前3世紀にエジプトでエラトステネスが地球の大きさを求めたことに始まるといわれる。当時、夏至の日の正午にシエネの町（現在のアスワン）の深井戸の底を太陽の光が照らすことが知られていた。同じ夏至の日の正午、エラトステネスはアレキサンドリアにあった日時計の中央に垂直に立てられた棒の長さと、その影の長さとの比をとることで、太陽は天頂から南に 7.2° のところへくるということがわかった。アレキサンドリア-シエネ間は 5,000 スタディア（約920km）と知られており、さらに地球の大きさに比較して太陽までの距離は非常に遠いことから、地球に降り注ぐ太陽光線は平行な光線と考えることができることから、エラトステネスは地球の円周の長さを
5,000 × 360 ÷ 7.2 = 250,000 スタディア（約 46,000 km）
と求めることに成功した。エラトステネスの計算した地球の円周の長さは現在の最も精確な値に比べてわずか15%大きいだけであり、当時の技術水準からみても驚くほどの水準であったと言われる。今日、この業績をたたえて、彼は『測地学の父』と呼ばれる。